# Bogdan Stelea
Bogdan Gheorghe Stelea (Bucarest, 5 de diciembre de 1967) es un exjugador de fútbol y actual entrenador rumano. Jugaba en la posición de portero y su primer equipo fue el Dinamo de Bucarest, donde debutó en 1986. Se retiró a los 42 años del fútbol profesional, su último equipo siendo el FC Braşov. En su larga carrera jugó para el Steaua, el Rapid y el Dinamo (todos de Bucarest), pero también en equipos de la liga española, principalmente en la UD Salamanca.
El 22 de octubre de 2016, realizó el saque de honor en el partido Unionistas de Salamanca-Zamora, correspondiente a la 11.ª jornada del Campeonato Nacional de Liga de la 3ª División española, grupo VIII, invitado por el equipo local.

## Trayectoria
Bogdan Stelea nació el 5 de diciembre de 1967 en Bucarest (Rumania). Su primer equipo profesional fue el Dinamo de Bucarest, equipo de su ciudad de origen, con el que debutó en la temporada 86/87.
Tras esta etapa, fichó por el RCD Mallorca, donde permaneció dos temporadas. Su primer partido en la liga española fue en el Estadio Santiago Bernabéu contra el Real Madrid (2-0, goles de Hagi y Alfonso). 
Jugó luego en el Standard de Liège, el Rapid de Bucarest, el Samsunspor y dos años en el Steaua de Bucarest, y en 1997 volvió a la liga española, fichando por la UD Salamanca, equipo en el que más partidos ha disputado. En la UDS disputó partidos tanto en 1.ª división como en 2.ª división, permaneciendo en el club hasta la temporada 2003/2004.

## Selección nacional
Debutó con 21 años con Rumania en 1988 y su último partido fue en el año 2005. A lo largo de su carrera ha sido internacional en 91 ocasiones.
Ha disputado los siguientes torneos de selecciones nacionales:
- Copa Mundial de Fútbol de 1990
- Copa Mundial de Fútbol de 1994
- Eurocopa de fútbol 1996
- Copa Mundial de Fútbol de 1998
- Eurocopa de fútbol 2000

### Participaciones en Copas del Mundo
| Mundial                        | Sede           | Resultado        |
| ------------------------------ | -------------- | ---------------- |
| Copa Mundial de Fútbol de 1990 | Italia         | Octavos de final |
| Copa Mundial de Fútbol de 1994 | Estados Unidos | Cuartos de final |
| Copa Mundial de Fútbol de 1998 | Francia        | Octavos de final |

### Participaciones en eurocopas
| Edición       | Sede                   | Resultado        |
| ------------- | ---------------------- | ---------------- |
| Eurocopa 1996 | Inglaterra             | Primera Fase     |
| Eurocopa 2000 | Bélgica y Países Bajos | Cuartos de final |

## Clubes
| Club               | Año     | División  | Part. |
| ------------------ | ------- | --------- | ----- |
| Dinamo de Bucarest | Rumania | 1986-1987 | 1     |
| Dinamo de Bucarest | Rumania | 1987-1988 | 9     |
| Dinamo de Bucarest | Rumania | 1988-1989 | 29    |
| Dinamo de Bucarest | Rumania | 1989-1990 | 22    |
| Dinamo de Bucarest | Rumania | 1990-1991 | 26    |
| Dinamo de Bucarest | Rumania | 1991-1992 | 11    |
| RCD Mallorca       | España  | 1991-1992 | 27    |
| RCD Mallorca       | España  | 1992-1993 | 25    |
| Standard de Lieja  | Bélgica | 1993-1994 | 3     |
| Rapid Bucuresti    | Rumania | 1993-1994 | 13    |
| Samsunspor         | Turquía | 1994-1995 | 31    |
| Steaua Bucarest    | Rumania | 1995-1996 | 25    |
| Steaua Bucarest    | Rumania | 1996-1997 | 32    |
| UD Salamanca       | España  | 1997-1998 | 30    |
| UD Salamanca       | España  | 1998-1999 | 33    |
| UD Salamanca       | España  | 1999-2000 | 28    |
| UD Salamanca       | España  | 2000-2001 | 14    |
| UD Salamanca       | España  | 2001-2002 | 3     |
| Rapid Bucarest     | Rumania | 2001-2002 | 10    |
| UD Salamanca       | España  | 2002-2003 | 36    |
| UD Salamanca       | España  | 2003-2004 | 38    |
| Dinamo de Bucarest | Rumania | 2004-2005 | 13    |
| Akratitos          | Grecia  | 2005-2006 | 14    |
| Otelul Galati      | Rumania | 2005-2006 | ¿?    |
| Unirea Urziceni    | Rumania | 2006-2008 | ¿?    |
| FC Brasov          | Rumania | 2008-2009 | ¿?    |

- Datos: Q372939
- Multimedia: Bogdan Stelea / Q372939